# 정란 (공성병기)

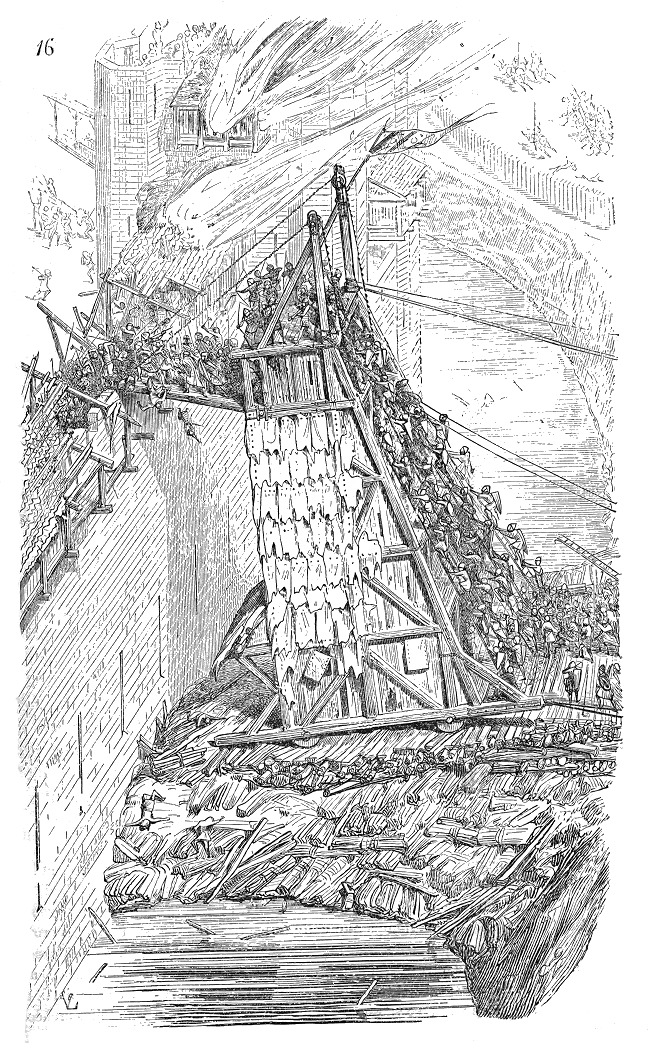
중세 서양 정란의 그림 (19세기 프랑스 그림)

정란(井欄, 영어: siege tower) 또는 공성탑(攻城塔), 파성탑(破城塔), 공성노(攻城櫓)는 요새의 방벽에 접근할 때, 성을 방어하는 수비자로부터 공격자와 사다리를 방어하기 위해 특별히 만들어진 공성무기다.
이것은 목조로 된 이동식 망루로, 성벽에 판자를 덧대고 병사들을 성 안에 태워보내거나, 또는 맨 꼭대기 층에 배치한 사수로 성벽 위의 적을 제압하는 것이 목적이다. 고대부터 동양과 서양에서 세계적으로 매우 광범위하게 사용되었다. 이 탑은 종종 정사각형의 형체에 4개의 바퀴를 단 형태를 취하고 있고, 높이는 방벽의 그것과 같거나, 탑의 꼭대기에 있는 궁병이 요새에 화살을 쏠 수 있도록 방벽보다 더 높게 만들 수도 있었다. 탑이 나무로 만들어져 불에 탔기 때문에, 여기에 철이나 막 벗겨낸 짐승 등의 생가죽 등 불연성 소재로 피복이 되기도 했다. 정란이 주로 나무로 만들어기긴 했지만, 가끔은 금속 부품도 사용되었다.
고대 근동에서는 기원전 11세기에서 사용되었며, 유럽에서는 기원전 4세기에, 또한 고대 극동에서도 정란이 사용되었다. 이러한 정란은 이동하기 어려운 크기이기 때문에, 대부분의 경우 투석기처럼 포위한 그 장소에서 만들어졌다. 건축에는 상당한 시간이 필요했고, 만약 사다리 공격과 갱도전 또는 벽체와 성문 파괴 등에 의해 요새의 저항과 방어를 깰 수 없다고 판단되면 정란을 주력으로 만들었다.
많은 경우, 정란은 창병, 검병과 더불어 수비하는 측에서 활을 쏠 수 있는 궁병들을 태웠다. 그 크기로 인해 정란은 종종 큰 돌을 쏘아대는 투석기의 우선적인 목표가 되었지만, 타워에서도 보복 공격을 위한 무기를 갖추기도 했다.
정란은 병사들이 적의 방벽을 극복하기 위해 사용되었다. 정란이 방벽에 접근한 후, 이 탑에서 전달판을 방벽과 탑 사이에 내렸다. 그리고 방벽 위에서 병력들이 성이나 마을로 침입하는 것이다.

## 같이 보기
- 공성전